# Dalinhe (sockenhuvudort i Kina, Shanxi Sheng, lat 39,56, long 113,36)
Dalinhe är en sockenhuvudort i Kina. Den ligger i provinsen Shanxi, i den norra delen av landet, omkring 200 kilometer norr om provinshuvudstaden Taiyuan. Antalet invånare är 29 407. Befolkningen består av 14 547 kvinnor och 14 860 män. Barn under 15 år utgör 17,0 %, vuxna 15-64 år 72 %, och äldre över 65 år 9,0 %.
Runt Dalinhe är det ganska tätbefolkat, med 172 invånare per kvadratkilometer. Närmaste större samhälle är Nanhezhong, 11,8 km sydväst om Dalinhe. Trakten runt Dalinhe består i huvudsak av gräsmarker.
Genomsnittlig årsnederbörd är 695 millimeter. Den regnigaste månaden är juli, med i genomsnitt 172 mm nederbörd, och den torraste är januari, med 4 mm nederbörd.